# Скорцару Ноу (Браила)
Скорцару Ноу (рум. Scorţaru Nou) насеље је у Румунији у округу Браила у општини Скорцару Ноу. Oпштина се налази на надморској висини од 15 m.

## Становништво
Према подацима из 2002. године у насељу је живело 1502 становника, од којих су сви румунске националности.

### Хронологија
| Година       | 1992 | 1993 | 1994 | 1995 | 1996 | 1997 | 1998 | 1999 | 2000 | 2001 | 2002 | 2003 | 2004 | 2005 | 2006 | 2007 | 2008 | 2009 | 2010 | 2011 | 2012 | 2013 | 2014 | 2015 | 2016 | 2017 |
| ------------ | ---- | ---- | ---- | ---- | ---- | ---- | ---- | ---- | ---- | ---- | ---- | ---- | ---- | ---- | ---- | ---- | ---- | ---- | ---- | ---- | ---- | ---- | ---- | ---- | ---- | ---- |
| Становништво | 1690 | 1643 | 1627 | 1578 | 1555 | 1522 | 1497 | 1476 | 1467 | 1470 | 1464 | 1447 | 1432 | 1447 | 1434 | 1400 | 1406 | 1395 | 1383 | 1391 | 1388 | 1386 | 1361 | 1354 | 1352 | 1343 |